# Fan-Filter-Unit

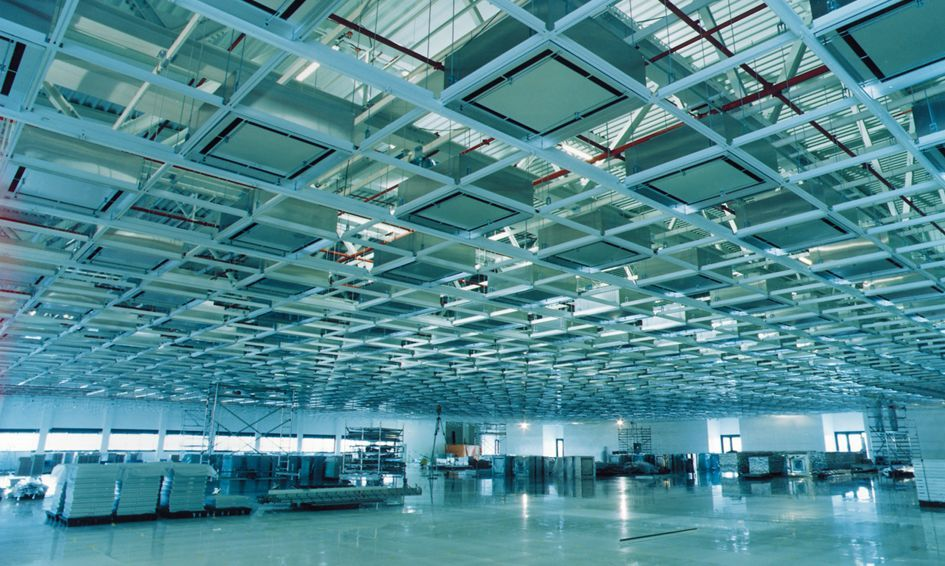
FFU in der Deckenkonstruktion im Reinraum einer Elektronikfertigung

Eine Filter Fan Unit oder auch FFU oder FVE (Filter-Ventilator-Einheit) bezeichnet ein Modul, bestehend aus einem Ventilator und einem Filter, das die Luft von oben ansaugt und durch den Filter in den Raum einbläst; oft werden HEPA- oder ULPA-Schwebstofffilter als Vorfilter eingesetzt. Ziel ist es, damit die Umluft permanent zu filtern. Auf der Austrittsseite wird der Luftstrom wahlweise turbulent und laminar geführt. Bei der laminaren Variante werden durch Luftleitbleche die Luftströme parallelisiert. Dadurch entsteht ein vertikaler Luftstrom von der FFU bis zum Boden des Raumes. Beim Einsatz in Kombination mit Klimatisierung wird das Gerät als Kühler-Filter-Ventilator-Einheit (KFVE) bezeichnet. Filter Fan Units finden sich hauptsächlich in Deckensystemen von Rein- und Reinsträumen, wie sie in der Halbleiterproduktion, der Mikrosystemindustrie, der Pharma- oder der Lebensmittelbranche zu finden sind.
Erstmals in Deutschland eingesetzt wurden Filter Fan Units im Jahr 1989, in einem Reinraum der Technischen Universität Berlin, Forschungsschwerpunkt Mikroperipherik (Reinraumfläche 1.350 m²). 

## Wirkungsprinzip
In der Reinraumdecke wird eine größere Anzahl von Filter Fan Units (FFU) installiert. Jede FFU ist für einen bestimmten Abschnitt des Reinraumes zuständig. Eine FFU besteht jeweils aus einem Ventilator, einem Temperaturfühler, einem Kühlaggregat, einer Heizsonde und einem Filter. Von unten aus dem Reinraum ausgetretene Luft wird von der FFU angesaugt, auf die gewünschte Temperatur gebracht und mit dem gewünschten Druck wieder in den Reinraum geblasen.
Jede FFU kann dabei einzeln über einen Zentralrechner gesteuert werden. Dieses Prinzip erlaubt es, für jeden von einer FFU versorgten Abschnitt des Reinraumes individuelle Sollwerte für Temperatur und Luftströmung (Drehzahl des Ventilators) vorzugeben. Eine FFU, die sich über einer wärmeerzeugenden Maschine befindet, wird zum Beispiel etwas stärker gekühlte Luft abgeben. Auf diese Weise wird im gesamten Reinraum ein gleichmäßiger Temperaturgradient und eine gleichmäßige Luftströmung erzeugt. Zugleich verringert sich der Energieaufwand.